# Die Fürstin von Beranien
Die Fürstin von Beranien ist ein deutsches Stummfilmdrama aus dem Jahre 1918. Unter der Regie von Ernst Reicher spielte dessen damalige Ehefrau Stella Harf die Titelrolle.

## Handlung
Fürst Ernst von Beranien lässt ein Dekret verkünden, demzufolge seine Tochter Elisabeth Kronprinzessin seines Landes wird. Ehe sie ihren Pflichten nachkommen will, bittet Elisabeth ihren Vater, sich vorher noch eine kleine Auszeit nehmen zu dürfen: Sie will als einfache Komtess in den Bergen Urlaub machen. Fürst Ernst willigt ein, gibt ihr aber die gestrenge, alte Gräfin Elvira Schleierbach-Eulenkopf mitsamt ihrer Nichte Kitty als Begleitung mit auf den Weg zum Wintersport. In dem sympathischen Dr. Heinrich von Wald macht die Fürstentochter eine angenehme Urlaubsbekanntschaft, aus der sich bald mehr entwickelt. Als ihr jener Wald einen Heiratsantrag macht, flüchtet Elisabeth, obwohl gleichfalls verliebt, Hals über Kopf und reist ab, da der Mann aus Standesgründen daheim kaum in Frage käme.
Wieder in Beranien, stirbt Elisabeths Vater. Nun muss schnellstens ein Ehemann aus hochadeligen Kreisen her. In Frage kommt Herzog Rudolf von Wittland, der einstige Wunschkandidat ihres Vaters. Schweren Herzens willigt Elisabeth ein, ihn zu heiraten. Doch die Militärpartei von Beranien ist ganz und gar nicht mit Fürst Ernsts Dekret einverstanden, demzufolge nun eine Frau das Land regieren soll. Vielmehr will diese Partei den Prinzen von Waldstein an der Spitze des Landes sehen und zettelt daher, unter der Führung von General Arens, einen Aufstand gegen Elisabeth an. Mit eben jenem Prinz von Waldstein an der Spitze dringen die Verschwörer in den Fürstenpalast vor, als der Prinz Elisabeth erblickt. Beide trauen ihren Augen nicht, jener Prinz ist niemand anderes als die Urlaubsbekanntschaft Heinrich von Wald, der wie Fürstin Elisabeth damals inkognito anreiste. 
In diesem Moment senkt er seinen Degen und lässt sich widerstandslos abführen. Doch Elisabeth setzt ihn auf freien Fuß und begnadigt ihn. Als Prinz Heinrich sie noch einmal sehen will und sich ihr deshalb auf dem Balkon nähert, missversteht ihre Leibgarde diese Annäherung und schießt auf ihn. Er stirbt. Tief erschüttert vom Tod ihrer großen Liebe lässt sich Fürstin Elisabeth nunmehr darauf ein, den für sie ausgesuchten Wunschgemahl zu heiraten.

## Produktionsnotizen
Die Fürstin von Beranien passierte die Filmzensur im April 1918 und wurde im selben Monat im Berliner Tauentzienpalast uraufgeführt. Der fünfaktige Film war in der Originalfassung rund 1941 Meter lang, in der neuzensurierten von 1921 1765 Meter. Am 1. November 1918 erfolgte auch die Wiener Premiere des hier rund 2000 Meter langen Films.
Die Filmbauten schuf Manfred Noa.

## Kritik
In Paimann’s Filmlisten ist zu lesen: „Stoff, Spiel und Photos ausgezeichnet. Die Ausstattung hochprima. (Ein Schlager ersten Ranges).“
Weitere Kritiken in finden sich in der Neuen Kino-Rundschau.